# Sveriges damlandslag i bandy
Sveriges damlandslag i bandy representerar Sverige i bandy för damer.
Laget spelade sin första officiella landskamp 1980 mot Finland. Trots att kvinnor har spelat bandy i både Finland, Sverige och en del andra länder sedan tidigt 1900-tal, var det den första officiella landskampen i bandy mellan damlag någonsin.
Åren 2004-2012 vann laget sex VM-guld i följd. I VM 2014 blev det silver, efter förlust mot Ryssland i finalen, medan det 2016 återigen blev guld. År 2020 tog laget VM-guld efter en 3-1-vinst över Ryssland

## Historik
1946 besöktes Sverige av ett lag från Helsingfors som mötte Stockholms stadslag och 1948 möttes de två igen i Helsingfors. En av de deltagande spelarna var Ann Elefalk. Dessa matcher har ibland felaktigt klassats som landskamper, fastän de egentligen var så kallade "stadsmatcher".
Under slutet av 1970-talet spelades rinkbandylandskamper, bland annat i Nederländerna.
Sverige spelade sin första officiella damlandskamp i bandy 1980 mot Finland i Kemi i Finland och vann med 14-3 efter bland annat tre svenska mål av IK Götas Lena Bäck . Sedan fortsatte utbytet, Sverige brukade vinna men Finland lyckades spela 3-3 mot Sverige i Helsingfors 1985 samt 1-1 i Björneborg 1987. Sveriges första förbundskapten för damerna var Ann Elefalk, mellan åren 1975 och 1989.
1982 spelade Sverige för första gången mot Norge, och vann med 19-0 i Vänersborg. Detta utbytet har dock inte pågått lika ofta.
1990 och 1991 spelade Sverige sammanlagt tre matcher mot det dåvarande Sovjetunionen, och vann samtliga.
1992 mötte Sverige för första gången USA, detta i två matcher som båda vanns av Sverige.
Ryssland, som Sverige mötte första gången 1992, orsakade 1993 den första svenska förlusten genom att vinna med 4-2 i Moskva. Ryssland är ännu det enda lag som lyckats besegra Sverige.
1982, 1983 och 1984 spelade Nordsverige och Nordfinland mot varandra under så kallade "landsdelsmatcher" (inga officiella landskamper) i Karlsborg, Kemi och Torneå. Nordfinland vann de två första mötena (1-0, 13-2) innan Nordsverige 1984 lyckades vinna med 5-2.

## Världsmästerskap
Sverige vann världsmästerskapet för damer 2004 i Finland, 2006 i delstaten Minnesota i USA och 2007 i Budapest i Ungern. Vid världsmästerskapet 2008 i Sverige blev Sverige på nytt guldmedaljörer efter finalseger, 5-2, mot Ryssland.
Under de två första världsmästerskapsturneringarna (2004 och 2006) vann Sverige alla matcher under ordinarie matchtid. Under världsmästerskapet 2004 höll Sverige dessutom nollan i samtliga matcher, dvs 6 matcher. Vid världsmästerskapet 2007 spelade man två oavgjorda matcher i gruppspelet, 3-3 mot Ryssland och 0-0 mot USA, resterande matcher (26 stycken) har Sverige vunnit.
2010 blev Sverige återigen världsmästare, men denna gång förlorade man för första gången, då man mötte Ryssland i gruppspelet och matchen gick till förlängning.
2014 förlorade Sverige finalen mot Ryssland med 1-3. 2016 vann svenskorna guld genom att finalslå Ryssland med 1-0. 2018 i Kina blev Sverige återigen världsmästare genom att vinna med 1-0 över Ryssland i finalen.

## Sverige i världsmästerskap
| Turnering     | Slutplacering |
| ------------- | ------------- |
| Finland 2004  | 1             |
| USA 2006      | 1             |
| Ungern 2007   | 1             |
| Sverige 2008  | 1             |
| Norge 2010    | 1             |
| Ryssland 2012 | 1             |
| Ryssland 2014 | 2             |
| USA 2016      | 1             |
| Kina 2018     | 1             |
| Norge 2020    | 1             |
| Sverige 2022  | 1             |
| Sverige 2023  | 1             |

## VM 2012
Ledarstaben
- - Huvudtränare
- - Lagledare

| Nr | Pos. | Namn               | Födelsedatum (ålder) | Matcher | Mål |         | Klubb          |  |
| -- | ---- | ------------------ | -------------------- | ------- | --- | ------- | -------------- |  |
|    | MV   | Lisa Odén          |                      |         |     | Sverige | AIK            |  |
|    | MV   | Pernilla Elardt    |                      |         |     | Sverige | Tranås BoIS    |  |
|    |      |                    |                      |         |     |         |                |  |
|    | ?    | Frida Erlandsson   |                      |         |     | Sverige | AIK            |  |
|    | ?    | Hanna Dahlström    |                      |         |     | Sverige | AIK            |  |
|    | ?    | Lovisa Elovsson    |                      |         |     | Sverige | Tranås BoIS    |  |
|    | ?    | Anna Lundin        |                      |         |     | Sverige | AIK            |  |
|    | ?    | Emma Kronberg      |                      |         |     | Sverige | Kareby IS      |  |
|    | ?    | Sandra Carlsson    |                      |         |     | Sverige | Kareby IS      |  |
|    | ?    | Anna Widing        |                      |         |     | Sverige | AIK            |  |
|    | ?    | Camilla Andersson  |                      |         |     | Sverige | Sandvikens AIK |  |
|    | ?    | Johanna Pettersson |                      |         |     | Sverige | Sandvikens AIK |  |
|    | ?    | Anna Jepson        |                      |         |     | Sverige | AIK            |  |
|    | ?    | Evelina Johansson  |                      |         |     | Sverige | Sandvikens AIK |  |
|    | ?    | Malin Andersson    |                      |         |     | Sverige | Sandvikens AIK |  |
|    | ?    | Camilla Johansson  |                      |         |     | Sverige | Kareby IS      |  |
|    | ?    | Lina Lindqvist     |                      |         |     | Sverige | Tranås BoIS    |  |
|    |      |                    |                      |         |     |         |                |  |
|    | ?    | Sofia Rådman       |                      |         |     | Sverige | Sandvikens AIK |  |
|    | ?    | Emelie Timan       |                      |         |     | Sverige | AIK            |  |
|    | ?    | Elin Sandgren      |                      |         |     | Sverige | Kareby IS      |  |
|    | ?    | Johanna Gustafsson |                      |         |     | Sverige | Kareby IS      |  |
|    | ?    | Michelle Löfblad   |                      |         |     | Sverige | Sandvikens AIK |  |
|    | ?    | Emma Ahlander      |                      |         |     | Sverige | Sandvikens AIK |  |